# Testament d'Abraham
Le Testament d'Abraham est un texte pseudépigraphique de l'Ancien Testament, probablement composé au Ier ou IIe siècle EC. Il est d'origine juive et considéré comme faisant partie de la littérature apocalyptique. Il n'est pas considéré comme un texte sacré par les Juifs ni par aucun groupe chrétien. Il est fait mention d'une révélation divine faite à Abraham, connue sous le nom des feuillets d'Abraham, dans les deux derniers versets de la sourate 87 du Coran, probable référence au Testament d'Abraham.
Il est souvent traité comme faisant partie d'une trilogie littéraire, les deux autres œuvres étant le Testament d'Isaac (en) et le Testament de Jacob (en), bien que rien n'indique qu'ils aient été une œuvre unique à l'origine. Ces trois ouvrages sont écrits dans le même style que la Bénédiction de Jacob (en) de la Bible.

## Les différents manuscrits
Le texte grec du Testament d'Abraham est connu en deux recensions relativement différentes :
- La recension longue, qui se compose d'un texte plus développé, plus détaillé et plus linéaire, est connue par une trentaine de manuscrits, dont les plus importants sont le A[1], le B[2] et le E[3].

- La recension courte, où la description des épisodes, non reliés de manière logique entre eux, est parfois abrupte. Elle est écrite en un langage plus ancien et est connue par environ neuf manuscrits, dont les plus importants sont le A[4] et le E[5]. Le manuscrit E de la recension courte est remarquable par la présence de nombreuses expressions sémitiques.

La question de la proximité de ces deux recensions par rapport à la version originale ne fait pas consensus entre les chercheurs. L'existence d'un unique texte original ou de plusieurs sources est elle aussi débattue. Les premiers spécialistes, tels que M. R. James, mais aussi plus récemment Ludlow, travaillant principalement sur le point de vue narratif, ont supposé l'antériorité de la longue recension. Cette opinion a été contestée par Turner, qui a étudié le texte d'un point de vue linguistique et surtout par Schmidt, qui a travaillé de manière approfondie sur le manuscrit E de la recension courte, qui n'était pas disponible aux chercheurs antérieurs.
Le texte est conservé aussi en slavon, en roumain, en éthiopien (Falashas), en bohaïrique copte et en arabe. Ces versions, à l'exception de la recension roumaine, sont conformes au contenu de la recension courte grecque.
Le texte grec est tout d'abord publié avec une traduction anglaise et une introduction par James en 1892. Ce texte grec est aussi publié l'année suivante, en 1893, par Vassiliev.

## Origine et date
Concernant son origine, James écrit: « Le Testament a été originellement rédigé par un Chrétien juif, qui pour les parties narratives a utilisé des légendes juives existantes, et pour la partie apocalyptique, a laissé libre cours à son imagination ». James soutient que le livre est basé sur la trente-cinquième homélie d'Origène sur Saint Luc, et qu'à l'exception du chapitre X.XI, l'œuvre est réellement une légende et non une Apocalypse. Ses conclusions sont contestées par Emil Schürer (en) (1844-1910), qui réfute la référence à Origène, affirmant qu'il n'y a aucun fondement pour supposer que le livre est partiellement d'origine juive. Kaufmann Kohler , à l'opposé, a proposé des arguments solides pour considérer cet apocryphe comme étant principalement une œuvre indépendante d'origine juive, augmentée ultérieurement par quelques additions chrétiennes. C'est la thèse adoptée actuellement par la plupart des chercheurs.
Le Testament d'Abraham a été très vraisemblablement écrit à l'origine en grec, par quelqu'un vivant à l'époque en Égypte. Ceci est déduit du fait que le texte possède un vocabulaire très similaire à celui utilisé dans les derniers livres de la Septante, qui ont été écrits à la même époque, ainsi que dans d'autres livres tels que le troisième livre des Maccabées que l'on sait avoir été écrit en Égypte à cette époque. En outre, certaines caractéristiques du récit semblent refléter des aspects de la vie égyptienne, comme, par exemple, les trois jugements qui reproduisent les trois niveaux du gouvernement égyptien.
Toutefois, ces arguments en faveur d'une origine égyptienne du livre en Égypte sont valables uniquement pour la recension longue du Testament d'Abraham. On ignore et la période et le lieu de rédaction de la recension courte, bien qu'une origine identique à celle de la recension longue soit vraisemblable.

## Résumé de la recension longue
Ce testament traite de la réticence d'Abraham à mourir et des circonstances conduisant à sa mort. Globalement, la recension longue est à peu près deux fois plus longue que la courte, bien que les deux racontent la même intrigue.
- Chapitre 1 : Dieu dit à l'archange Michel de « descendre voir [son] ami Abraham et de discuter avec lui de la mort, afin qu'il puisse mettre ses affaires en ordre. » La recension longue énumère la liste des vertus d'Abraham, appuyant particulièrement sur son hospitalité et indiquant qu'il était le « chêne de Mamré », ce que ne mentionne pas la recension courte.
- Chapitre 2 : Michel descend sur terre et trouve Abraham dans un champ. Ils se saluent et Michel esquive quelques questions concernant ses origines, si bien qu'Abraham pense avoir affaire à un homme normal. Abraham invite alors l'archange dans sa maison et lui offre son cheval pour s'y rendre, ce que Michel refuse.
- Chapitre 3 : sur le chemin conduisant à la maison d'Abraham, un cyprès parle à Abraham, mais celui-ci ne fait pas attention à l'arbre. Quand ils atteignent la maison, Abraham dit à son fils Isaac de laver les pieds de Michel. Cela conduit l'archange à pleurer, et ses larmes deviennent des pierres précieuses. Isaac s'aperçoit alors que Michel n'est pas humain. Abraham recueille les larmes de Michel, transformées en pierres précieuses.
- Chapitre 4 : Michel retourne au Ciel et dit à Dieu qu'Abraham étant trop bon, il ne lui est pas possible de lui parler de sa mort. Dieu promet d'envoyer un rêve à Isaac qui montrera la mort d'Abraham. Les préparations du dîner commencent dans ce chapitre, et Dieu dit à Michel qu'il devra interpréter le rêve. La recension longue n'explique pas pourquoi Michel est retourné au Ciel. La raison nous est donnée dans la recension courte, où il est mentionné que tous les anges prient Dieu au coucher du soleil.
- Chapitre 5 : Michel retourne sur terre et mange le dîner avec Abraham. Isaac va alors dormir et rêve de la mort d'Abraham, bien que le contenu du rêve ne soit pas mentionné ici. Isaac se précipite alors chez Abraham et le serre dans ses bras en pleurant, ce qui provoque les pleurs d'Abraham et de Michel. Sarah, la femme d'Abraham, entre dans la pièce et demande pourquoi tout le monde pleure. Elle suppose que cela est dû à l'annonce par Michel de la mort de Loth.
- Chapitre 6 : Sarah reconnaît Michel comme un des anges de la Genèse (chapitre 18) et Abraham confirme cette identification en se souvenant que Michel a les mêmes pieds que ceux des trois visiteurs décrits dans la Genèse, dont il avait lavé les pieds. Les larmes de Michel, transformées en pierres précieuses, sont une preuve supplémentaire de son identité.
- Chapitre 7 : Isaac raconte son rêve. Dedans, un « homme valeureux » prend le soleil et la lune à Isaac. Michel révèle sa vraie identité et explique que le soleil est Abraham et la lune Sarah et que l'homme valeureux qui prend le soleil et la lune représente la mort d'Abraham et de Sarah. Michel demande alors à Abraham de mettre ses affaires en ordre. Mais Abraham refuse de partir.
- Chapitre 8 : Michel se précipite au Ciel et raconte le refus d'Abraham. Dieu tient un discours que Michel est supposé transmettre à Abraham, dans lequel il dit bénir Abraham, et qu'ainsi Abraham ne doit plus s'opposer à sa volonté.
- Chapitre 9 : Abraham demande à voir le monde entier avant de mourir. Michel rapporte cette demande à Dieu, et Dieu accepte.
- Chapitre 10 : Michel emmène alors Abraham sur le « Chariot des Chérubins ». Abraham voit le monde entier, y compris plusieurs pécheurs, des meurtriers, des gens commettant l'adultère et des voleurs. Quand il aperçoit les pécheurs, il demande que ceux-ci soient tués de différentes façons, et sa demande est acceptée.
- Chapitre 11 : Michel emmène alors Abraham au Ciel, où il aperçoit une petite porte et une large porte et un homme sur un trône d'or, assis entre les deux. L'homme passe la plupart du temps à pleurer. Une foule importante passe par la large porte tandis que quelques âmes passent par la petite. Abraham comprend alors que la large porte est celle des pécheurs qui vont à la damnation, tandis que la petite porte est celle par laquelle passent les âmes des justes pour le Paradis. L'homme au milieu est Adam qui se réjouit quand les âmes sont sauvées, et qui pleure quand les âmes sont damnées.
- Chapitre 12 : Abraham se rend alors à l'endroit où les âmes sont jugées. Il trouve aussi une âme qui est parfaitement équilibrée entre le bon et le mauvais. Un homme sur un trône juge les âmes. Quatre anges se tiennent à ses pieds, deux anges servent de scribes, un ange fougueux et un ange avec la balance pour peser les âmes. L'âme pesée est en train d'être jugée quand Abraham se présente.
- Chapitre 13 : Abraham demande l'identité du juge et de ses aides. Michel répond qu'Abel est le juge et explique que pour le jugement final, Abel est aidé de deux juges additionnels : après Abel, chacun est jugé par les douze tribus d'Israël et finalement par Dieu. Michel explique alors la raison des différents anges : un des scribes enregistre toutes les bonnes actions de l'âme, l'autre scribe tous les péchés de l'âme et l'ange à la balance, Dokiel, pèse les péchés et les bonnes actions de chaque âme, tandis que l'ange fougueux, Pouriel, éprouve toutes les âmes au feu.
- Chapitre 14 : Abraham prie pour l'âme en jugement du Chapitre 12, ce qui convainc Dieu de sauver l'âme. Abraham décide alors que sa décision de condamner les pécheurs du Chapitre 10 était une faute, et prie Dieu de les sauver. Dieu accepte. (L'histoire de ce chapitre n'existe pas dans la recension courte)
- Chapitre 15 : Abraham et Michel retournent sur terre. Abraham réaffirme qu'il n'ira pas avec Michel, ce qui conduit ce dernier à se précipiter au Ciel pour en avertir Dieu. Dans la recension courte, Sarah meurt dans ce chapitre.
- Chapitre 16 : Dieu envoie la Mort, sous une belle apparence, pour enlever Abraham. La Mort dit à Abraham qui elle est, et Abraham déclare ne pas la croire. (Dans la recension courte, c'est Michel qui se déguise en la Mort).
- Chapitre 17 : Abraham se dispute avec la Mort et continue de refuser à croire que la personne en face de lui est la Mort. Abraham demande alors à la Mort de prouver qui elle est dans toute son horreur. C'est alors que de nombreux serviteurs meurent (7 000 dans la recension longue, mais seulement 7 dans la courte).
- Chapitre 18 : Abraham prie Dieu de faire revivre les serviteurs. La Mort redevient belle. Il s'ensuit une discussion pour savoir si les serviteurs devaient mourir et Abraham convainc la Mort de se joindre à sa prière pour les serviteurs.
- Chapitre 19 : Abraham essaye de convaincre la Mort de le laisser et de faire venir Michel. La Mort ne s'exécute pas immédiatement et Abraham lui demande de décrire les raisons derrière sa forme affreuse.
- Chapitre 20 : La Mort supplie Abraham de venir avec elle, mais Abraham déclare qu'il est trop faible pour la suivre. Pour réponse, la Mort convainc Abraham de lui embrasser la main afin qu'il se sente mieux. En fait, ce baiser tue Abraham. Le corps d'Abraham est enterré et son âme est emportée au Ciel.

## Signification
Du point de vue religieux, le Testament d'Abraham donne un seul message. Indépendamment de la présence des anges, de Dieu et de la Mort, la leçon est simplement d'être une bonne personne et de réaliser de bonnes actions et d'éviter d'en faire de mauvaises. Dans les scènes du jugement, il n'y a aucune distinction entre le fait que la personne soit juive ou Gentil ; seules comptent ses actions. Le lecteur est alors laissé avec l'idée de l'universalité du jugement qui n'est pas influencé par l'origine de la personne ni par d'autres caractéristiques : une personne dont les péchés pèsent plus lourds que les bonnes actions sera condamné à une punition éternelle, tandis qu'une personne dont les bonnes actions pèsent plus lourd que ses péchés ira au Paradis.

## Approche ironique
Bien que le texte ait une signification religieuse, il peut aussi être considéré simplement comme une histoire divertissante voire comique. Tout au long du texte en effet, Abraham, pourtant censé être pieux, est mis en scène cherchant à esquiver et à éviter la volonté de Dieu. Mais ceci ne signifie pas qu'Abraham est dépeint comme une personne non pieuse. En fait, c'est l'opposé. Il sait qu'il a été bon et pieux tout au long de sa vie et utilise ce fait à son avantage. Il réussit à éviter le décret de Dieu, qui ne pourra finalement prendre son âme que lorsque la Mort le dupera.
Un autre trait comique est l'attitude de l'archange Michel, le chef des armées célestes, le prince des archanges, qui est incapable de prendre une décision par lui-même. Chaque fois qu'Abraham fait quelque chose que Michel n'avait pas prévu, il se précipite au Ciel pour consulter Dieu et savoir ce qu'il doit faire de ce têtu d'Abraham.
Avec l'humanisation des personnages célestes et les ruses d'Abraham, ce texte est probablement écrit dans le but de faire rire et ceci malgré son message théologique clair.